# NGC 6067
NGC 6067 est un jeune amas ouvert situé dans la constellation de la Règle. Il a été découvert par l'astronome écossais James Dunlop en 1826.
Selon la classification des amas ouverts de Robert Trumpler, cet amas renferme plus de 100 étoiles (lettre r) dont la concentration est forte (I) et dont les magnitudes se répartissent sur un intervalle moyen (le chiffre 2).

## Historique des observations
Découvert par James Dunlop en 1826, NGC a ensuite été décrit par John Herschel comme « un des amas les plus superbement riches et grands » (« a most superbly rich and large cluster ») et par Stephen James O'Meara comme « un des plus stupéfiants amas stellaires ouverts du ciel » (« one of the sky’s most stunning open star clusters »). 

## Observation
Avec une magnitude visuelle de 5,6, on peut l'observer aisément avec de petites jumelles.

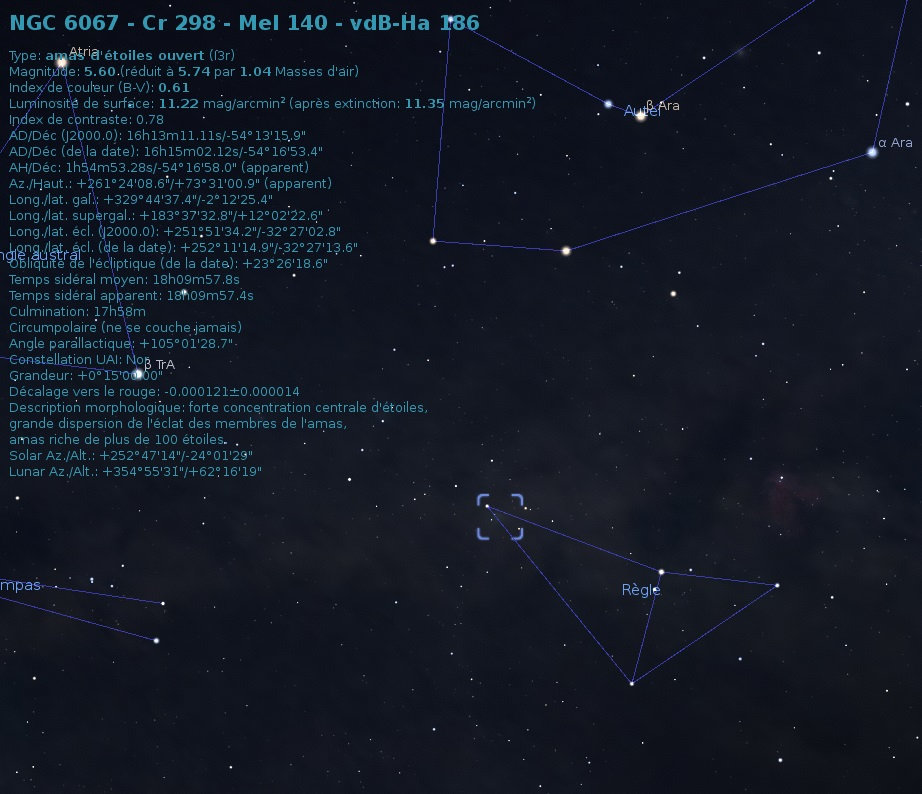
Localisation de NGC 6067 dans la constellation de Scorpion. (Stellarium)

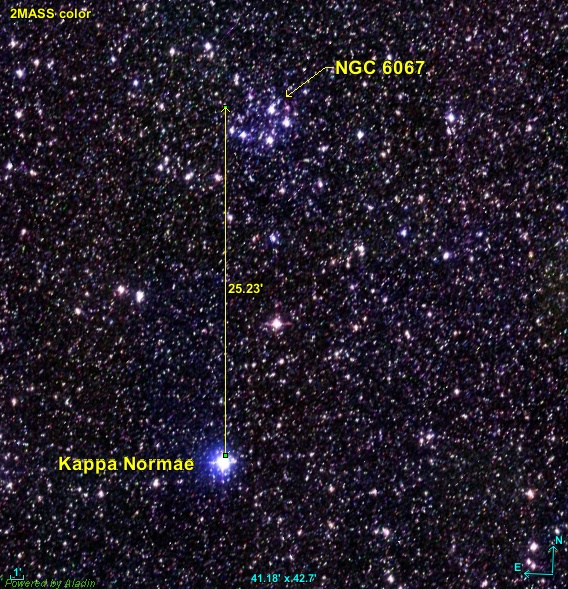
Position de NGC 6067 par rapport une étoile.

NGC 6067 est situé près de l'étoile Kappa Normae (en) à seulement 25' presque directement au nord de celle-ci.

## Caractéristiques

### Distance, taille et vitesse
La parallaxe moyenne des étoiles de l'amas a été obtenue des mesures effectuées par le satellite Gaia. Quatre valeurs différentes publiées dans de récents articles (2018 à 2021) sont indiquées sur la base de données Simbad : 0,474 ± 0,031 mas, 0,448 ± 0,065 mas, 0,443 ± 0,065 mas, et 0,443 ± 0,002 mas. La moyenne de ces valeurs et de leur incertitude est égale à 0,452 0 ± 0,040 8, ce qui correspond à une distance de 2 212 +219
−183 pc.
Selon les soureces, la taille apparente de l'amas est de 14′ ou de 15′ ((14,5 ± 0,5)') ce qui, compte tenu de la distance comprise de 2 029 pc et 2 432 pc, et grâce à un calcul simple, équivaut à une taille réelle de 30,4 +4,2
−3,5 pc.
La base de données Simbad indique sept valeurs de la vitesse l'amas: −38,01 ± 0,5 km/s, −39,4 ± 0,2 km/s, −37,30 ± 3,02 km/s, −38,814 ± 0,241 km/s, −38,65 ± 0,28 km/s, −38,90 ± 0,22 km/s et −39,9 ± 0,2 km/s. La moyenne et l'écart-type ces valeurs sont de −38,7 ± 0,9 km/s.

### Métallicité
Simbad rapporte cinq valeurs de la métallicité provenant soit 0,03,, 0,089, 0,20 et 0,14. Selon ces valeurs, le pourcentage d'éléments lourds (plus lourd que l'hydrogène et l'hélium) de cet amas est compris entre 107% (100,02) et 158% (100,20) de celui du Soleil.

### Âge
Webda et Lynga indiquent un âge de 119 millions d'années (log10=8,076 = 108,076). Selon une étude publiée en 2021, l'amas serait âgé de (126 ± 58) millions d'années. Selon une étude récente publiées en 2023 et basée sur l'appauvrissement en lithium dans la photosphère de 6200 étoiles de 52 amas ouverts , l'âge de NGC 6067 est de 93+41
−34 Ma (log10 age= 7,97  +0,16
−0,20).

## Les étoiles de NGC 6281
Ses étoiles les plus brillantes ont une magnitude apparente de l'ordre de 8. L'amas renferme 84 étoiles  de magnitude apparente inférieure à 12. Notons cependant que l'amas est situé dans une région densément peuplée d'étoiles et que les évaluations du nombre d'étoiles en faisant partie a considérablement varié avant les récentes mesures de la parallaxe réalisées par le satellite Gaia. Ces mesures ont permis une évaluation plus précise du nombre de membres de NGC 6067, mais celles-ci diffèrent encore selon les méthodes employées. Selon Cantat-Gaudin et al., 511 étoiles ont une probabilité supérieure à 90% d'appartenir à l'amas et selon Jackson et al. ce nombre est de 179 à 181. Ramírez et ses collègues évaluent ce nombre à 635.
Deux céphéides classiques, QZ Normae et V340 Normae, sont membres de l'amas. Une troisième située dans le champ de vision de NGC 6067, GU Normae, est à une distance de 1 863 ± 52 pc (∼6 080 al) (voir le tableau à la fin de cette section), donc trop rapprochée pour être membre de cet amas. La période de QZ Nor est de 3,786 0 jours et celle de V340 Nor est de 11,288 8 jours, ce qui indique que la luminosité de cette dernière est plus grande, caractéristique que l'on peut d'ailleurs déduire de sa magnitude visuelle plus faible. QZ Nor et V340 Nor sont respectivement de type spectrale G2Iab et G1Iab, ce qui signifie que ce sont des supergéantes jaunes (super géante, les indices ab, jaune la lettre G). La magnitude visuelle de V340 Nom varie de 8,26 à 8,60 et celle de QZ Nor de 8,71 à 9,03.
Selon Llorente et Morales-Morales-Durán, NGC 6067 renferme trois étoiles traînardes bleues, mais elles ne sont pas identifiées dans l'article.
Le logiciel Aladin du centre de données astronomiques de Strasbourg permet d'identifier les étoiles les plus brillantes dans le voisinage du centre de l'amas. Les caractéristiques des étoiles ainsi idenfiées sont disponibles sur la base de données Simbad et le tableau ci-dessous les résume. Le numéro de l'étoile dans la première colonne du tableau est celui indiqué sur l'image.
| Num # | Nom             | α                | δ                 | type    | P (mas)         | d (pc)     | μα* (mas/an) | μδ* (mas/an) | mV     | Rem        |
| ----- | --------------- | ---------------- | ----------------- | ------- | --------------- | ---------- | ------------ | ------------ | ------ | ---------- |
| #1    | CAC4 179-151031 | 16h 12m 38,3851s | -54° 15′ 11,9618″ |         | 0,4515 ± 0,0214 | 2215 ± 105 | -2,147       | -2,582       | ?      |            |
| #2    | CPD-53 7324     | 16h 12m 47,3613s | -54° 11′ 00,4683″ | G8Ib/II | 0,4946 ± 0,0154 | 2022 ± 63  | -1,990       | -2,437       | 10,005 |            |
| #3    | CD-53 6474      | 16h 12m 56,9037s | -54° 13′ 13,5135″ | K2Ib    | 0,4531 ± 0,0238 | 2207 ± 116 | -2,027       | -2,624       | 8,753  | Sg r       |
| #4    | CPD-53 7364     | 16h 13m 01,0247s | -54° 12′ 18,6908″ | K4Ib    | 0,4686 ± 0,0218 | 2134 ± 99  | -2,137       | -2,675       | 9,171  | Sg r       |
| #5    | V* V340 Nor     | 16h 13m 17,3998s | -54° 15′ 05,5865″ | G2Iab   | 0,4665 ± 0,0251 | 2144 ± 115 | -2,066       | -2,634       | 8,47   | Ceph class |
| #6    | CPD-53 7393     | 16h 13m 14,5590s | -54° 11′ 20,6453″ | K0Ib/II | 0,4754 ± 0,0155 | 2103 ± 69  | -1,894       | -2,583       | 10,06  |            |
| #7    | CPD-53 7419     | 16h 13m 23,5987s | -54° 13′ 42,7235″ | K3II    | 0,4829 ± 0,0166 | 2071 ± 71  | -2,057       | -2,435       | 9,899  |            |
| #8    | CD-53 6487      | 16h 13m 21,0804s | -54° 09′ 54,6800″ | G8II    | 0,4651 ± 0,0154 | 2150 ± 71  | -1,961       | -2,338       | 9,937  |            |
| #9    | V* QZ Nor       | 16h 11m 20,4664s | -54° 21′ 14,8248″ | G1Iab   | 0,4591 ± 0,0202 | 2178 ± 96  | -1,896       | -3,848       | 8,71   | Ceph class |
| #10   | V* GU Nor       | 16h 14m 54,7529s | -54° 20′ 18,3421″ |         | 0,5367 ± 0,0149 | 1863 ± 52  | -1,319       | -2,384       | 10,08  | Ceph class |

- Sg r = Supergéante rouge
- Ceph class = Céphéide classique

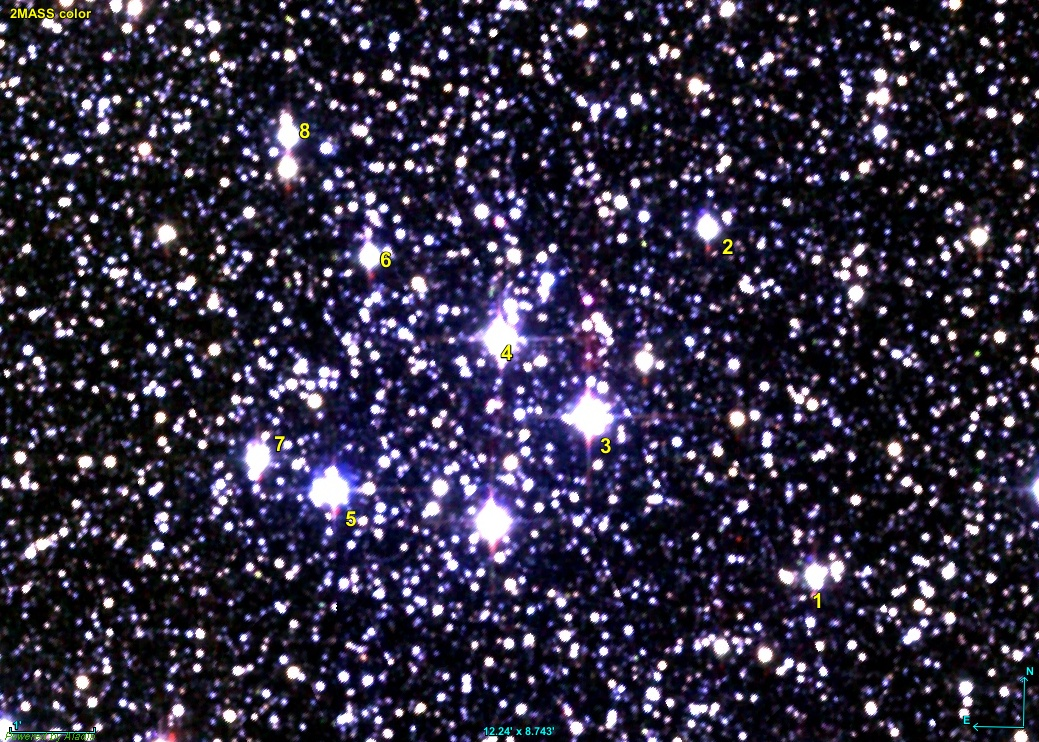
Les étoiles les plus brillantes près du centre de l'amas. Les céphéides V* QZ Nor et V* GU Nor sont en dehors du cadre de cette image.

Simbad montre aussi un bouton nommé Children. En cliquant sur ce bouton, on atteint une section de cette base de données qui renferme un tableau contenant 1706 entrées pour NGC 6067. Cependant, des étoiles (les Children) peuvent apparaître plusieurs fois dans la deuxième colonne du tableau, d'où le nombre de liens bibliographiques qui est supérieure au nombre d'étoiles. La quatrième colonne de ce tableau indique la probabilité que l'étoile appartienne à l'amas. En cliquant sur le titre de cette colonne, on peut classer la probabilité par ordre croissant ou décroissant. En cliquant sur la désignation de l'étoile, on atteint la page de Simbad qui résume ses propriétés.